# التریکو
التریکو (به لاتین: Alethriko) یک منطقهٔ مسکونی در قبرس است که در ناحیه لارناکا واقع شده‌است.

## خصوصیات
التریکو ۷۹۳ نفر جمعیت دارد.